# Patterson (Ohio)
Pour les articles homonymes, voir Patterson.
Patterson est un village américain situé dans le comté de Hardin, dans l'Ohio. Selon le recensement de 2010, sa population est de 139 habitants.